# Флавінг-Веллс (Аризона)
Флавінг-Веллс (англ. Flowing Wells) — переписна місцевість (CDP) в США, в окрузі Піма штату Аризона. Населення — 15 657 осіб (2020).

## Географія
Флавінг-Веллс розташований за координатами 32°17′36″ пн. ш. 111°0′35″ зх. д. / 32.29333° пн. ш. 111.00972° зх. д. (32.293331, -111.009690). За даними Бюро перепису населення США в 2010 році переписна місцевість мала площу 10,41 км², уся площа — суходіл. В 2017 році площа становила 9,86 км², уся площа — суходіл.

## Демографія
Згідно з переписом 2010 року, у переписній місцевості мешкало 16 419 осіб у 6643 домогосподарствах у складі 4023 родин. Густота населення становила 1577 осіб/км². Було 7505 помешкань (721/км²).
Расовий склад населення:
| - 77,7 % — білих - 2,0 % — корінних американців - 1,7 % — чорних або афроамериканців - 1,2 % — азіатів - 0,1 % — вихідців з тихоокеанських островів - 13,5 % — осіб інших рас |

До двох чи більше рас належало 3,7 %. Частка іспаномовних становила 36,3 % від усіх жителів.
За віковим діапазоном населення розподілялося таким чином: 23,7 % — особи молодші 18 років, 59,4 % — особи у віці 18—64 років, 16,9 % — особи у віці 65 років та старші. Медіана віку мешканця становила 39,1 року. На 100 осіб жіночої статі у переписній місцевості припадало 94,9 чоловіків; на 100 жінок у віці від 18 років та старших — 91,8 чоловіків також старших 18 років.
Середній дохід на одне домашнє господарство становив 42 683 долари США (медіана — 34 138), а середній дохід на одну сім'ю — 45 092 долари (медіана — 37 043). Медіана доходів становила 33 239 доларів для чоловіків та 30 977 доларів для жінок. За межею бідності перебувало 23,7 % осіб, у тому числі 35,8 % дітей у віці до 18 років та 7,3 % осіб у віці 65 років та старших.
Цивільне працевлаштоване населення становило 6683 особи. Основні галузі зайнятості: освіта, охорона здоров'я та соціальна допомога — 19,3 %, роздрібна торгівля — 14,7 %, науковці, спеціалісти, менеджери — 12,1 %, мистецтво, розваги та відпочинок — 11,1 %.